# Направленность личности
Направленность личности — это система устойчиво характеризующих человека побуждений (что человек хочет, к чему стремится, так или иначе понимая мир, общество; чего избегает, против чего готов бороться). 
Направленность личности при этом достаточно динамична, то есть составляющие её побуждения (мотивы) не остаются постоянными, они взаимосвязаны, влияют друг на друга, изменяются и развиваются. При этом одни из компонентов являются доминирующими, в то время как другие выполняют второстепенную роль. Доминирующие побуждения определяют основную линию поведения личности. Она определяет избирательность отношений и активности человека и как подструктура личности включает в себя различные побуждения (интересы, желания, склонности и так далее). Все эти побуждения взаимосвязаны в мотивационной сфере личности, то есть представляют собой систему. Данная система является индивидуальной, она формируется в процессе формирования и развития личности.

## Виды направленности
Направленность является сложным личностным образованием, определяющим все поведение личности, отношение к себе и окружающим. Различают общую направленность личности и профессиональную направленность.

## Качества направленности
- Уровень направленности — это общественная значимость направленности человека (его убеждений и мировоззрения).
- Широта направленности характеризует круг интересов личности. Следует помнить, что широкая направленность — это не разбросанность и дилетантство во всех видах деятельности, которыми занимается человек. Среди большого круга интересов должен быть центральный, главный интерес, направленный на профессиональную деятельность, выполняемую личностью.
- Интенсивность направленности связана с её эмоциональной окраской. Она может иметь большой диапазон выраженности, колеблясь от смутных, нечётких влечений через осознанные желания и активные стремления до глубоких убеждений.
- Устойчивость направленности характеризуется длительностью и сохранностью побуждений в течение жизни. Это качество направленности личности связано, в первую очередь, с волевыми характеристиками личности: настойчивостью, целеустремленностью.
- Действенность направленности личности определяет активность реализации целей направленности в деятельности.

## Связь с мотивационной сферой
В основе направленности человека лежат потребности, то есть состояния, отражающие нужды в чём-либо. Потребности бывают биологические (отражающие нужду организма в пище, воздухе, движении, отдыхе и т. п.) и социальные, исторически сложившиеся в человеческом обществе. Социальные потребности подразделяют на материальные (в одежде, жилье и т. п.) и духовные (познавательные, моральные, эстетические, творческие, а также потребность в общении). Неудовлетворённые потребности, выступая в качестве мотивов поведения, могут приобретать различные формы в зависимости от степени осознания цели и содержания: установки, влечения, желания, склонности, стремления, убеждения, мировоззрения.
В процессе совершения поведенческих актов мотивы, будучи динамическими образованиями, могут изменяться, что возможно на всех фазах совершения поступка и поведенческий акт нередко завершается не по первоначальной, а по преобразованной мотивации. За любыми поступками человека всегда кроются определённые причины. Мотив поведения человека и цели поведения могут не совпадать: одну и ту же цель можно ставить перед собой, руководствуясь разными мотивами. Цель показывает, к чему стремится человек, а мотив — почему он к этому стремится. Мотив может быть неосознанным, если осознание потребности не вполне соответствует подлинной нужде, вызывающей неудовлетворение, то есть человек не знает подлинной причины своего поведения. К неосознанным мотивам относятся установки и влечения.

### Установки
Установка — это не осознаваемое личностью состояние готовности к определённой деятельности, с помощью которой может быть удовлетворена та или иная потребность. Установка чаще всего складывается в результате повторения установочных ситуаций, в которых человек реагирует на внешние воздействия определённым образом, то есть естественным путём. Однажды выработанная, она остаётся на более или менее длительное время. Скорость образования и затухание установок, их подвижность разная у разных людей.
Установки по отношению к различным фактам общественной жизни (событиям, людям и др.) могут быть позитивными и негативными, принимающими характер предубеждения.
Установка как неосознаваемая готовность воспринимать окружающий мир под определённым углом зрения и реагировать определённым образом, без полного объективного анализа конкретной ситуации, формируется как на основе личного прошлого опыта человека, так и под влиянием других людей.
Установка может быть направлена на различные объекты или даже на разные стороны одного и того же объекта, например в беседе отрицательная установка может быть направлена:
- лично на самого собеседника;
- на суть беседы;
- на обстоятельства разговора и т.д.

Явлению психологической установки посвящено большое число экспериментальных исследований {источники?}, которые позволили выделить три составляющие (подструктуры) установки: когнитивную (познавательную) — образ того, что готов познать и воспринять человек; эмоционально-оценочную — комплекс симпатий и антипатий к объекту установки; поведенческую — готовность определённым образом действовать в отношении объекта установки, осуществлять волевые усилия.

### Влечения
Влечение — недостаточно чётко осознанная потребность, когда человеку не ясно, что влечёт его, каковы его цели, что он хочет. Влечение — это этап формирования осознанного мотива. Неосознанность влечения преходяща, временна, то есть потребность, в нем представленная, либо угасает, либо осознаётся.
Некоторые авторы к неосознанным мотивам относят также гипнотические внушения, но они носят искусственный характер, сформированный «извне», в то время как установки и влечения формируются естественным путём в течение жизни человека.
К осознанным мотивам поведения относятся: интересы, склонности, желания, стремления, намерения, убеждения и мировоззрения.

### [1]Интерес
Интерес — это избирательное отношение личности к объекту в силу его жизненного значения и (или) эмоциональной привлекательности. Интересы являются эмоциональным проявлением познавательной потребности человека, они дают о себе знать как положительный эмоциональный фон, который окрашивает процесс познания.
Интересы человека определяются общественно-историческими и индивидуальными условиями его жизни. Интересы людей чрезвычайно разнообразны, как разнообразна человеческая деятельность. Их можно различать по содержанию, объёму, глубине, степени устойчивости, направленности на цели деятельности или на её процесс, уровню действенности, кроме того, интересы могут быть непосредственными и опосредованными. Первые определяются эмоциональной привлекательностью объекта (внешними признаками), вторые — его значением для личности (содержанием).

### Склонность
Склонность — это мотив, в котором ярко выражена потребность личности в определённой деятельности. Довольно часто постоянный, устойчивый и действенный интерес перерастает в склонность...

### Желание
Желание — это мотив, в основе которого лежит осознанная по содержанию потребность, но она не выступает ещё в качестве сильного побуждения к действию. Этот мотив часто направлен на объект, в возможности достижения которого человек не очень уверен, или необходимость в котором у него не очень сильна.

### Стремление
Стремление — это побуждение, где выражена потребность в таких условиях существования, которые в данный момент отсутствуют, но могут быть созданы в результате специально организованной деятельности личности. Стремления могут приобретать различные психологические формы, такие как мечта — созданный фантазией образ желаемого; страсть — мотив, в котором выражена потребность, обладающая непреодолимой силой; идеал — мотив, в котором выражена потребность подражать или следовать примеру, принятому личностью за образец.

### Намерение
Намерение — это стремление, при котором осознаются условия, в которых человек испытывает потребность, и средства их достижения.

### Убеждения
Убеждения — это система осознанных потребностей личности, побуждающих её поступать в соответствии со своими взглядами, принципами, мировоззрением. Содержание потребностей, выступающих в форме убеждений — это знания о мире, определённое его понимание.

### Мировоззрения
Мировоззрение — это система взглядов человека на мир, его закономерности. Мировоззрение личности, прежде всего, отражает общественное бытие. Это отражение совершается в процессе жизни, в реальных отношениях людей, в их деятельности. Мировоззрение служит высшим регулятором поведения. Придавая стойкость и твёрдость характеру, оно сказывается на всём облике человека, на всей совокупности особенностей поведения, действий, привычек и склонностей.

## Направленность как система
Направленность как система отношений личности к действительности представляет собой следующую триаду: отношение к другим людям как членам коллектива; отношение к труду и результатам, продуктам труда; отношение к самому себе, своей личности. Она включает в себя влечения, желания, интересы, склонности, идеалы, взгляды, убеждения человека, его мировоззрение, особенности характера и самооценки. Иными словами, направленность личности человека — это совокупность устойчивых мотивов, ориентирующих деятельность личности и относительно независимых от наличных ситуаций.
В соответствии с этим различают направленность на взаимодействие (ВД), деловую направленность на задачу (НЗ) и личную направленность, или направленность на себя (НС).
Определение направленности личности того или иного работника имеет важнейшее значение для практики кадровой работы, поскольку от этого зависит эффективность подбора, расстановки и дальнейшего использования кадров на производстве. Данное положение станет понятным после ознакомления с характеристиками различных видов направленности.

### Направленность на взаимодействие
Направленность на взаимодействие имеет место, когда поступки работника определяются его потребностью в общении, стремлением поддерживать хорошие отношения с товарищами по работе. Как правило, лица с направленностью на взаимодействие уступают давлению группы, не принимают на себя руководства. Такой работник проявляет интерес к совместной деятельности, даже если это не способствует успешному выполнению задания, и его фактическая помощь — минимальна. Его интересует не столько конечный результат деятельности, сколько сама совместная деятельность.

### Деловая направленность
Деловая направленность отражает преобладание мотивов, связанных с достижением группой поставленной цели. Работник с такой направленностью берет руководство в свои руки. Когда речь идет о выборе задачи, старается обоснованно доказать свою точку зрения, которая считается полезной для выполнения задания. Обычно такой работник стремится сотрудничать с коллективом и добиваться наибольшей продуктивности работы подчиненных. Для него характерны увлеченность в овладении новыми навыками и умениями, самим процессом деятельности, стремление к познанию.

### Личная направленность
Личная направленность создает преобладание мотивов собственного благополучия, стремление к личному первенству и престижу. Такой человек чаще всего бывает занят самим собой, своими чувствами, переживаниями и мало реагирует на потребности окружающих его людей, игнорирует сотрудников или работу, которую должен выполнять. В работе видит, прежде всего, возможность удовлетворить свои притязания вне зависимости от интересов других работников и коллег.